# Fiji-apenkopvleermuis
De Fiji-apenkopvleermuis (Mirimiri acrodonta) is een vleermuis die voorkomt op Fiji. Deze soort, de enige van het geslacht Mirimiri, is het enige endemische zoogdier van Fiji.

## Beschrijving
De Fiji-apenkopvleermuis is kleiner dan de meeste Pteralopex-soorten. De kop en keel zijn kaki van kleur. De romp is goudkleurig bij mannetjes maar kaki bij vrouwtjes. De ogen zijn oranje. De tanden zijn nog scherper en complexer dan bij de echte apenkopvleermuizen. Net als Pteralopex heeft dit dier geen staart. De kop-romplengte bedraagt 170 tot 200 mm, de voorarmlengte 111,2 tot 127,2 mm, de tibialengte 49,4 tot 57,2 mm, de oorlengte 18,2 tot 18,8 mm en het gewicht 222 tot 264 g.

## Verspreiding en leefwijze
De enige plaats waar deze soort gevonden is is de Des Veaux Peak op Taveuni, maar mogelijk komt hij ook voor op het grotere naburige eiland Vanua Levu. De soort is waarschijnlijk in verspreiding beperkt tot het bergregenwoud op meer dan 1000 m hoogte in de bergen van Fiji. Er zijn slechts vijf exemplaren bekend.
Het is waarschijnlijk dat de Fiji-apenkopvleermuis door de vorm van zijn vleugels een evolutionair voordeel heeft ten opzichte van sympatrische Pteropus-soorten, waardoor de Fiji-apenkopvleermuis beter in de mist kan manoeuvreren. Volgens morfologische gegevens is deze soort het nauwst verwant aan de apenkopvleermuizen (Pteralopex) uit de Salomonseilanden waar hij tot 2005 toe is gerekend, maar genetische gegevens tonen geen duidelijke verwantschap met welk ander geslacht ook aan.